# Vučak (Smederevo)
Vučak (serbocroata cirílico: Вучак) es un pueblo de Serbia, constituido administrativamente como una pedanía de la ciudad de Smederevo en el distrito de Podunavlje del centro del país.
En 2011 tenía 1890 habitantes. Casi todos los habitantes son étnicamente serbios.
Se conoce la existencia del pueblo desde principios del siglo XVIII, cuando el área pertenecía al reino de Serbia de los Habsburgo; en esta época se menciona como una aldea llamada "Wutschak". En los censos serbios de 1818-1822 era una pequeña aldea que no llegaba a las treinta casas. A lo largo del siglo XX se desarrolló notablemente como área periférica de la ciudad de Smederevo.
Se ubica en la periferia meridional de Smederevo, a lo largo de un camino que lleva a la carretera 153.